# Wendzsebauendzsed
Wendzsebauendzsed (wn-ḏb3.w-n-ḏd) ókori egyiptomi tábornok, tisztviselő és főpap volt a XXI. dinasztia idején, I. Paszebahaenniut uralkodása alatt. Főként érintetlen sírjáról (NRT III) ismert, amelyet Pierre Montet fedezett fel a taniszi királyi nekropoliszban.

## Élete
Életéről nem sokat tudni. Számos katonai, adminisztratív és vallási címet viselt: örökös herceg és nemesember, Alsó-Egyiptom királyának pecséthordozója, isteni atya, tábornok és a hadsereg vezetője, Honszu fő háznagya (később főpapja), Ozirisz, Mendész urának papja, minden isten minden prófétájának elöljárója, valamint az Egyetlen Barát elöljárója volt. Egyik címe alapján lehetséges, hogy Mendész (egyiptomiul Dzsedet) volt a szülővárosa. Az, hogy fontos hivatalokat töltött be, lehetővé tette, hogy abban a nagy kegyben részesüljön, hogy a királyi nekropoliszba temessék, bár nem volt a királyi család tagja. Múmiájának vizsgálata alapján talán núbiai származású volt és ötvenes éveiben halt meg.

## Felfedezése

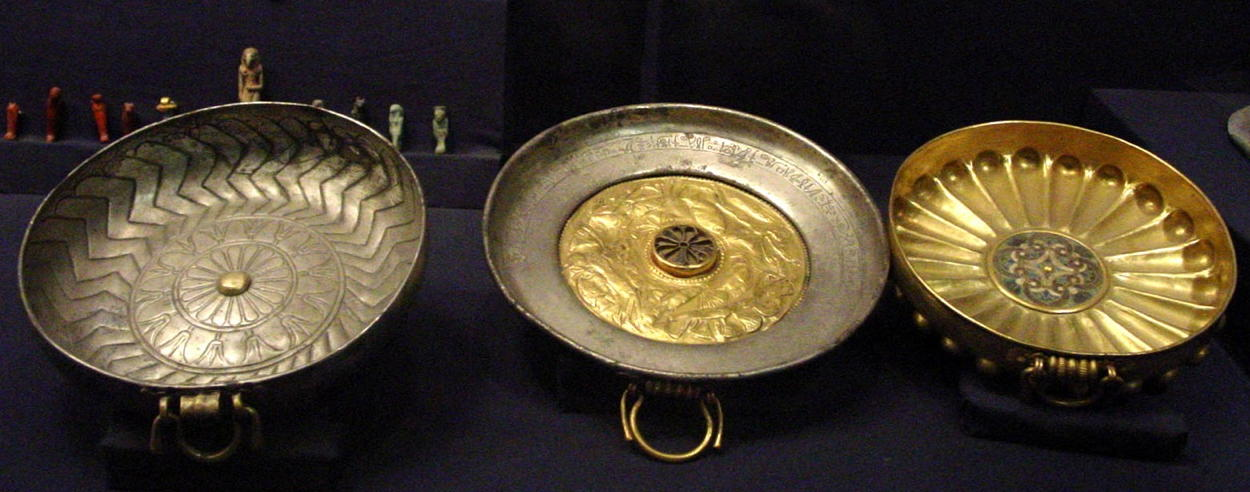
Arany- és ezüsttálak Wendzsebauendzsed sírjából

A Wendzsebauendzsed nevet már 1939-ben felfedezte Pierre Montet és Georges Goyon pár szobron és usébtin II. Sesonk nemrégiben felfedezett sírkamrájában. Egy évvel később Montet felfedezte I. Paszebahaenniut sírkamráját is, ahonnan egy Wendzsebauendzsed nevével ellátott arany kardmarkolat került elő, melyet a király szarkofágjára tettek.
A második világháború után Montet és Goyon 1946. február 13-án folytatták az ásatást, és ugyanebben a nekropoliszban új, háborítatlan sírra találtak, melyből előkerült egy vörös gránit antropoid szarkofág, ami eredetileg egy, a XIX. dinasztia idején élt Amenhotep nevű papé, Ámon harmadik prófétájáé volt, és aranyfóliával díszítve újrahasznosították. A szarkofág új tulajdonosát sikerült azonosítani azzal a Wendzsebauendzseddel, akinek neve még a háború előtt előkerült a környező sírokban talált leletekről. A szarkofágban festett, aranyozott fakoporsó, ebben pedig ezüstkoporsó volt, mindkettő rossz állapotban maradt fenn. Wendzsebauendzsed arcát arany maszk fedte, és a szarkofágból számos ékszer is előkerült, többek közt melldíszek, gyűrűk, karperecek és aranyszobrocskák. Külön figyelemre méltó három, aranyból és ezüstből készült kis tál, valamint egy Ámont kos formájában ábrázoló lazúrkő szobrocska. A szarkofágon kívül számos usébti is előkerült, valamint négy kanópuszedény is. A leletek ma mind a kairói Egyiptomi Múzeumban találhatóak.

## Fordítás
- Ez a szócikk részben vagy egészben  a   Wendjebauendjed című angol Wikipédia-szócikk ezen változatának fordításán alapul.  Az eredeti cikk szerkesztőit annak laptörténete sorolja fel. Ez a jelzés csupán a megfogalmazás eredetét és a szerzői jogokat jelzi, nem szolgál a cikkben szereplő információk forrásmegjelöléseként.